# Förbjuden lek
Förbjuden lek (franska: Jeux interdits) är en fransk krigs-dramafilm från 1952 i regi av René Clément, baserad på romanen Les Jeux inconnus från 1947 av François Boyer. Filmen var till en början inte framgångsrik i Frankrike, men var det däremot i andra länder.

## Handling
Filmen kretsar kring den 5-åriga Paulette (Brigitte Fossey), som får uppleva hur hennes föräldrar och hennes hund dör i en tysk lufträd mot en kolonn av flyktingar som flyr Paris under andra världskriget. I det kaos som uppstår träffar Paulette den 10-årige Michel Dollé (Georges Poujouly), vars familj tar hand om henne. Hon fäster sig vid Michel ganska snabbt, och de två försöker hantera all död och förstörelse runt omkring dem genom att bygga en kyrkogård för alla döda djur de hittar. På gravarna sätter de kors som de stulit från den lokala kyrkogården, inklusive från Michels bror. Michels far misstänker deras granne för att ha stulit korsen, men får till slut reda på att det var Michel. Under tiden kommer den franska polisen hem till familjen för att hämta Paulette. Michel, som inte kan tänka sig att Paulette tvingas med polisen, säger till sin far att han ska berätta var korsen är om Paulette får stanna hos familjen. Hans far håller dock inte sitt löfte och Paulette hamnar i ett Röda Korset-läger.

## Rollista
- Georges Poujouly – Michel Dollé
- Brigitte Fossey – Paulette
- Amédée – Francis Gouard
- Laurence Badie – Berthe Dollé
- Suzanne Courtal – Madame Dollé
- Lucien Hubert – Dollé
- Jacques Marin – Georges Dollé
- Pierre Merovée – Raymond Dollé
- Louis Saintève – prästen

## Priser
- Oscar för bästa utländska film, 1952
- Filmfestivalen i Venedig, Guldlejonet för bästa film, 1952
- New York Film Critics Circle Awards för Best Foreign Language Film, 1952
- BAFTA-pris för bästa film, 1953